# 克莱安西斯·维凯利季斯体育场
克莱安西斯·维凯利季斯体育场，亦称哈里拉乌体育场，希腊塞萨洛尼基市的一个体育场。1951年，该体育场建成。目前是阿瑞斯足球俱乐部的主场。该体育场曾名阿瑞斯体育场，后为纪念阿瑞斯队的知名球员克莱安西斯·维凯利季斯，更为现名。